# Spiesia kotschyana
Spiesia kotschyana là một loài thực vật có hoa trong họ Đậu. Loài này được (Boiss. & Hohen.) Kuntze miêu tả khoa học đầu tiên năm 1891.